# Trevor Kronemann
Trevor Kronemann (ur. 3 września 1968 w Edinie) – amerykański tenisista.

## Kariera tenisowa
Jako zawodowy tenisista Kronemann występował w latach 1991–1998.
Sukcesy odnosił przede wszystkim w grze podwójnej, w której wygrał 6 turniejów rangi ATP World Tour spośród 11 rozegranych finałów.
W rankingu gry pojedynczej Kronemann najwyżej był na 514. miejscu (7 października 1991), a w klasyfikacji gry podwójnej na 19. pozycji (15 maja 1995).
Po zakończeniu kariery zajął się pracą trenerską.

### Finały w turniejach ATP World Tour
| Legenda                                      |
| -------------------------------------------- |
| Wielki Szlem                                 |
| Igrzyska olimpijskie                         |
| Tennis Masters Cup / ATP Finals              |
| ATP Masters Series / ATP Tour Masters 1000   |
| ATP International Series Gold / ATP Tour 500 |
| ATP International Series / ATP Tour 250      |

#### Gra podwójna (6–5)
| Końcowy wynik | Nr | Data             | Turniej    | Nawierzchnia  | Partner          | Przeciwnicy                        | Wynik finału  |
| ------------- | -- | ---------------- | ---------- | ------------- | ---------------- | ---------------------------------- | ------------- |
| Zwycięzca     | 1. | 19 kwietnia 1992 | Tampa      | Ceglana       | Mike Briggs      | Luiz Mattar Andriej Olchowski      | 7:6, 6:7, 6:4 |
| Zwycięzca     | 2. | 18 kwietnia 1993 | Charlotte  | Ceglana       | Rikard Bergh     | Javier Frana Leonardo Lavalle      | 6:1, 6:2      |
| Finalista     | 1. | 19 czerwca 1994  | Manchester | Trawiasta     | Scott Davis      | Rick Leach Danie Visser            | 4:6, 6:4, 6:7 |
| Finalista     | 2. | 15 stycznia 1995 | Sydney     | Twarda        | David Macpherson | Todd Woodbridge Mark Woodforde     | 6:7, 4:6      |
| Zwycięzca     | 3. | 5 marca 1995     | Scottsdale | Twarda        | David Macpherson | Luis Lobo Javier Sánchez           | 4:6, 6:3, 6:4 |
| Zwycięzca     | 4. | 16 kwietnia 1995 | Barcelona  | Ceglana       | David Macpherson | Goran Ivanišević Andrea Gaudenzi   | 6:2, 6:4      |
| Zwycięzca     | 5. | 7 maja 1995      | Monachium  | Ceglana       | David Macpherson | Luis Lobo Javier Sánchez           | 6:3, 6:4      |
| Zwycięzca     | 6. | 18 lutego 1996   | San Jose   | Twarda (hala) | David Macpherson | Richey Reneberg Jonathan Stark     | 6:4, 3:6, 6:3 |
| Finalista     | 3. | 14 lipca 1996    | Gstaad     | Ceglana       | David Macpherson | Jiří Novák Pavel Vízner            | 6:4, 6:7, 6:7 |
| Finalista     | 4. | 22 czerwca 1997  | Rosmalen   | Trawiasta     | David Macpherson | Jacco Eltingh Paul Haarhuis        | 4:6, 5:7      |
| Finalista     | 5. | 13 lipca 1997    | Gstaad     | Ceglana       | David Macpherson | Jewgienij Kafielnikow Daniel Vacek | 6:4, 6:7, 3:6 |